# Falso Azufre
El cerro Falso Azufre es un volcán complejo activo, pero en reposo, ubicado en la Cordillera de los Andes, en la frontera entre Argentina y Chile (entre la provincia de Catamarca y la Región de Atacama, respectivamente), a unos 10 kilómetros al norte del Paso de San Francisco.

## Situación
El Falso Azufre pertenece a una cadena alargada y algo arqueada de volcanes que se extiende de oeste a este por aproximadamente 15 km. A esa distancia, hacia el sudeste, se encuentra el nevado San Francisco (6016 m), cerrando la cadena junto a la cual pasa la Ruta Nacional 60 de Argentina que comunica con la Ruta 31 de Chile, y que une Córdoba y Buenos Aires con Copiapó, cerca del mar chileno. Del lado argentina, hacia el noreste se encuentran el cerro Dos Conos y el volcán Peinado; del lado chileno, hacia el sudoeste se encuentra Laguna Verde, que es hacia donde fluye la lava cuando el volcán entra en erupción.
La cadena volcánica, que oficia de frontera internacional, comprende, de este a oeste, el volcán Incahuasi (6638 m), volcán El Muerto (6488 m), nevado Ojos del Salado (6868 m), volcán Walther Penck o volcán Tipas (6669 m), cerro Solo (6205 m) y el nevado Tres Cruces (6749 m). También se encuentran al noroeste el cerro El Cóndor y, un poco más lejos, la Sierra Nevada, flanqueada por la Cumbre del Laudo.

## Descripción
El Falso azufre es un volcán complejo, lo que significa que presenta más de un cráter. Concretamente, cuenta con una cadena de seis cráteres superpuestos, la mayoría de unos pocos cientos metros de diámetro. El complejo tiene, en total, entre 6 y 7 km de longitud. Esto sugiere que la actividad pudo haber emigrado hacia el oeste a lo largo de la cadena, debido a que el cráter más occidental es mucho más grande y completo (1,5 km de diámetro). Gran parte de la actividad de los cráteres parece haber sido piroclástica y la zona más cercana a la ventilación está cubierta con lo que puede ser un depósito de ceniza volcánica. Si bien hay una serie de flujos de lava extensos sobre los flancos norte y sur, ninguno parece ser reciente ni estar relacionado con fumarolas.